# Манкін Біржан
Біржан (Бржан) Манкін (1900, аул № 3 Менгесерської волості Петропавловського повіту Акмолінської області, тепер Республіка Казахстан — 15 квітня 1939, Алма-Атинська слідча в'язниця, тепер Республіка Казахстан) — радянський партійний діяч, народний комісар освіти Казахської РСР, в.о. 1-го секретаря Південно-Казахстанського обласного комітету КП(б) Казахстану. Депутат Верховної Ради СРСР 1-го скликання (1937—1939).

## Біографія
Народився в родині селянина-бідняка. З вересня 1912 по травень 1919 року — учень казахської початкової школи в аулі № 3, у травні 1919 — серпні 1922 року — наймит в заможних селян в аулі № 3 Менгесерської волості Петропавловського повіту. У 1922 році вступив до комсомолу.
З вересня 1922 по лютий 1924 року — студент підготовчого відділення Киргизького педагогічного технікуму в місті Петропавловську, закінчив дві групи.
У лютому — серпні 1924 року — коректор редакції казахської газети «Бостандик Туи» в Петропавловську.
З серпня 1924 по грудень 1928 року — студент робітничого факультету (закінчив три курси), секретар редакції журналу «Жас козак» в місті Оренбурзі.
Член РКП(б) з жовтня 1924 року.
У грудні 1928 — травні 1930 року — завідувач Казакської крайової школи підлітків в місті Оренбурзі.
У травні — жовтні 1930 року — завідувач секретаріату Народного комісаріату просвіти Казакської АРСР.
З жовтня 1930 по квітень 1933 року — директор політехнікуму Туркестано-Сибірської залізниці в місті Алма-Аті.
У квітні 1933 — березні 1936 року — завідувач сектору кадрів із транспорту, інструктор, заступник завідувача промислового відділу Казахського крайового комітету ВКП(б).
У березні 1936 — травні 1937 року — 2-й секретар Алма-Атинського міського комітету КП(б) Казахстану.
У травні — жовтні 1937 року — 2-й секретар Карагандинського обласного комітету КП(б) Казахстану. Входив до складу особливої трійки, створеної за наказом НКВС СРСР від 30 липня 1937 року.
У жовтні — листопаді 1937 року — народний комісар просвіти Казахської РСР.
У листопаді 1937 — травні 1938 року — в.о. 1-го секретаря Південно-Казахстанського обласного і в.о. 1-го секретаря Чимкентського міського комітетів КП(б) Казахстану.
У червні 1938 року відкликаний у розпорядження ЦК КП(б) Казахстану. До квітня 1939 року — секретар Алма-Атинської міської ради депутатів трудящих.
Заарештований 5 квітня 1939 року НКВС Казахської РСР. Звинувачувався за статтями 58-2, 58-7, 58-11 УК РРФСР. Помер під час слідства 15 квітня 1939 року (за іншими даними, покінчив життя самогубством). Реабілітований постановою прокуратури СРСР 17 березня 1967 року.